# Lijst van Emmenaren
Dit is een alfabetische lijst van Emmenaren. Dit zijn bekende personen die geboren zijn of gewoond hebben in de plaats Emmen in de Nederlandse provincie Drenthe.

## Politiek
- Roelof Zegering Hadders (1912-1991), VVD-politicus
- Wim Kremer (1918-1997), CPN-politicus
- Herman Euverink (1939-2023), VVD-politicus
- Jan Zegering Hadders (1946), VVD-politicus
- Anja Timmer (1961), PvdA-politicus
- Bouke Arends (1966), PvdA-politicus
- Wieke Paulusma (1978), D66-politica
- Anne Kuik (1987), CDA-politica

## Sport
- Wil van Beveren sr. (1911-2003), atleet
- Dries van der Lof (1919-1991), autocoureur
- Henk Bloemsma (1921-2009), voetballer
- Wil van Beveren jr. (1945), voetballer
- Jan Loorbach (1947), basketballer en sportbestuurder
- Harry Weerman (1947), handballer en handbaltrainer
- Theo Husers (1950), voetballer
- Jaap Bos (1953), voetballer
- Johan Fühler (1955), voetballer
- Hans Jansen (1956), dammer
- Jacob Okken (1961), dammer
- Jan de Jonge (1963), voetballer en voetbaltrainer
- Gert Jakobs (1964), wielrenner
- Johan Krajenbrink (1966), dammer
- Tonnie Heijnen (1967), tafeltennisser
- René Grummel (1968), voetballer en voetbaltrainer
- Suzan van der Wielen (1971), hockeyster
- Joseph Oosting (1972), voetballer en voetbaltrainer
- Gerald Sibon (1974), voetballer en voetbaltrainer
- Roy Stroeve (1977), voetballer
- Paul Weerman (1977), voetballer en voetbaltrainer
- Berry Hoogeveen (1978), voetballer
- Jannes Wolters (1979), voetballer en voetbaltrainer
- Mark Bult (1982), handballer en handbaltrainer
- Janien Lubben (1985), judoka en triatleet
- Kevin Görtz (1989), voetballer
- Bert-Jan Lindeman (1989), wielrenner
- Jan Dekker (1990), darter
- Tim Siekman (1990), voetballer
- Hilde Winters (1990), voetbalster
- Tijmen Eising (1991), veldrijder en wielrenner
- Rick ten Voorde (1991), voetballer
- Elmar Reinders (1992), wielrenner
- Tommie Falke (1993), handballer
- Jürgen Locadia (1993), voetballer
- Anouk Nieuwenweg (1996), handbalster
- Katja Stam (1998), beachvolleybalster
- Thijs Oosting (2000), voetballer
- Freddy Quispel (2000), voetballer
- Kjell Scherpen (2000), voetballer
- Jenske Steenwijk (2004), voetbalster

## Cultuur
- Rutger Weemhoff (1948), acteur
- Janneke de Roo (1956), zangeres
- Gerrie Wachtmeester (1957-2024), kunstschilder
- Jan Quintus Zwart (1957), dirigent en organist
- Henk Scholte (1959-2025), zanger en presentator
- Lidewijde Paris (1962), uitgeefster en publiciste
- Cor Fuhler (1964-2020), componist en multi-instrumentalist
- Daniël Lohues (1971), musicus, componist, tekstschrijver, producer, zanger, theatermaker, columnist
- Margreet Beetsma (1973), televisiepresentatrice
- Jannes (1973), zanger
- Chris de Roo (1978), zanger
- Miro Kloosterman (1980), acteur
- Bouke (1981), zanger
- Bas Louissen (1987), podcast- en radiomaker
- Jordi Warners (1995), radio-dj
- Hannah Mae (1998), singer-songwriter

## Journalistiek
- Frank Westerman (1964), journalist en schrijver
- Leo Oldenburger (1965), sportverslaggever
- Peter Middendorp (1971), journalist en schrijver
- Ruud ten Wolde (1992-2021), journalist en schrijver

## Wetenschap
- Louis Berkhof (1873-1957), Nederlands-Amerikaans theoloog, emigrant
- Koos Reugebrink (1930-2008), hoogleraar belastingrecht
- Harm Pinkster (1942-2021), hoogleraar, latinist en auteur
- Bianca Hoogendijk (1960), rechtsgeleerde en echtgenote van voormalig premier Jan Peter Balkenende
- Peter Wellen (1966), r.k. priester en kerkbestuurder